# Mistrzostwa świata U-19 w koszykówce mężczyzn
Mistrzostwa świata U-19 w koszykówce mężczyzn odbywają się od 1979 roku. Najpierw mistrzostwa odbywały się co 4 lata, jednak od 2007 roku co dwa. Pierwszym mistrzem świata zostali Amerykanie, którzy pokonali w finale reprezentację Brazylii. 

## Mistrzostwa
| 1979 Szczegóły | Salvador          | Stany Zjednoczone |        | Brazylia          | Argentyna |         | Jugosławia |
| 1983 Szczegóły | Palma de Mallorca | Stany Zjednoczone | 82–78  | ZSRR              | Brazylia  | 71–66   | Hiszpania  |
| 1987 Szczegóły | Bormio            | Jugosławia        | 82–78  | Stany Zjednoczone | Włochy    | 71–66   | Niemcy     |
| 1991 Szczegóły | Edmonton          | Stany Zjednoczone | 90–85  | Włochy            | Argentyna | 74–71   | Jugosławia |
| 1995 Szczegóły | Ateny             | Grecja            | 91–73  | Australia         | Hiszpania | 77–64   | Chorwacja  |
| 1999 Szczegóły | Lizbona           | Hiszpania         | 94–87  | Stany Zjednoczone | Chorwacja | 66–59   | Argentyna  |
| 2003 Szczegóły | Saloniki          | Australia         | 126–92 | Litwa             | Grecja    | 73–64   | Chorwacja  |
| 2007 Szczegóły | Nowy Sad          | Serbia            | 74–69  | Stany Zjednoczone | Francja   | 75–67   | Brazylia   |
| 2009 Szczegóły | Auckland          | Stany Zjednoczone | 88–80  | Grecja            | Chorwacja | 87–81   | Australia  |
| 2011 Szczegóły | Ryga              | Litwa             | 85–67  | Serbia            | Rosja     | 77–72   | Argentyna  |
| 2013 Szczegóły | Praga             | Stany Zjednoczone | 82-68  | Serbia            | Litwa     | 106-100 | Australia  |
| 2015 Szczegóły | Heraklion         | Stany Zjednoczone | 79-71  | Chorwacja         | Turcja    | 80-71   | Grecja     |